# Дайки Ивамаса
Дайки Ивамаса (на японски: 岩政 大樹) е японски футболист.

## Национален отбор
Записал е и 8 мача за националния отбор на Япония.
| Япония | Япония | Япония |
| Година | Мачове | Голове |
| ------ | ------ | ------ |
| 2009   | 1      | 0      |
| 2010   | 3      | 0      |
| 2011   | 4      | 0      |
| Общо   | 8      | 0      |